# Diphysa minutifolia
Diphysa minutifolia är en ärtväxtart som beskrevs av Joseph Nelson Rose. Diphysa minutifolia ingår i släktet Diphysa och familjen ärtväxter. Inga underarter finns listade i Catalogue of Life.